# Gertrud Cless-Bernert
Gertrud Cless-Bernert, auch Traude Bernert, (geboren als Gertrud Tauschinski 27. Juni 1915 in Wien, Österreich-Ungarn; gestorben 20. Februar 1998 in Wartmannstetten) war eine österreichische Physikerin.

## Leben
Gertrud Tauschinski war eine Tochter des promovierten Staatsbeamten Stefan Alfred Tauschinski und der Gertrud Schonka. Sie besuchte die Bundeserziehungsanstalt für Mädchen und studierte ab 1934 Physik an der Universität Wien und 1938 einige Monate an der Universität Leipzig. Die Studentin Tauschinski war 1936 zugegen, als der Physikprofessor und Philosoph Moritz Schlick in aller Öffentlichkeit erschossen wurde. Sie wurde 1939 in Wien mit einer Dissertation über Absorptionsspektrum und Farbton promoviert. Sie heiratete 1940 Hans Bernert. 1961 heiratete sie in zweiter Ehe den Diplomingenieur Friedel Cless (1905–).
Bernert war zunächst unbezahlte Volontärin am Wiener Institut für Radiumforschung. Mit Berta Karlik gelang ihr der Nachweis des Elements 85 (Astat) in der Natur, beide konnten auch die Existenz von Isotopen dieses Elements in allen drei Zerfallsreihen dokumentieren. Zumeist mit Karlik veröffentlichte sie unter dem Namen Traude Bernert wissenschaftliche Beiträge in Schriftenreihen der Österreichischen Akademie der Wissenschaften und in den „Mitteilungen des Institutes für Radiumforschung“.
Nach dem Zweiten Weltkrieg wurde sie wissenschaftliche Beamtin und errichtete am Institut für Radiumforschung die Isotopenstelle. 1959 übernahm sie die Funktion der Scientific Secretary bei der 2. Genfer Atomkonferenz.
Sie arbeitete danach am Forschungsreaktor Seibersdorf als Organisatorin der Abteilung für industrielle Beratung für Isotopenanwendung.

## Schriften (Auswahl)
als Traude Bernert
- mit Berta Karlik: Das Element 85 in den natürlichen Zerfallsreihen, in: Zeitschrift für Physik 123, 1944
- mit Berta Karlik: Über eine dem Element 85 zugeordnete α-Strahlung, in: Sitzungsberichte der Akademie der Wissenschaften, mathematisch-naturwissenschaftliche Klasse 152, Abteilung 2a, 1943
- Die künstliche Radioaktivität in Biologie und Medizin – Eine gemeinverständliche Einführung. Springer, Wien 1949, ISBN 978-3-7091-7723-5
- Kreislauf- und Anastomosestudien an Parabiosetieren mit Hilfe von Radiophosphor und Radionatrium. Wien : Springer, 1951
- Radioaktive Isotope zur Überprüfung der Wirksamkeit von Inhalationsapparaten. Wien : Springer, 1951
- Radiojod als Indikator beim Studium des Schilddrüsenstoffwechsels. Wien : Springer, 1951
- Radiumbestimmungen an Tiefseesedimenten. Wien : Springer, 1951

Kochbuch
- Traude Cless-Bernert, Heinz Maier-Leibnitz: Mikrowellenkochkurs für Füchse. Piper, München 1986, ISBN 3-492-112870

Zeitzeugin
- Traude Cless-Bernert: Der Mord an Moritz Schlick. Augenzeugenbericht und Versuch eines Portraits aus der Sicht einer damaligen Studentin, in: zeitgeschichte, 9 (1982), S. 229–234